# Connochaetes taurinus
El ñu común, ñu azul, ñu de cola negra, ñu listado o gorgón (Connochaetes taurinus) es una especie de mamífero artiodáctilo de la familia Bovidae. Es la especie más común y, a su vez, más conocida de ñu. Es propio de África oriental y austral.
Mide entre 1,85 y 2,15 m de longitud, además de 40 a 55 cm de la cola; su altura en la cruz es de entre 1,15 y 1,22 m, y su peso oscila entre los 150 y 200 kg.
Es un animal gregario que suele vivir en grandes rebaños en número desde varias docenas a millares de ejemplares.

## Subespecies
Se reconocen las siguientes subespecies:
- Connochaetes taurinus taurinus (ñu de barba negra) habita desde Namibia y Sudáfrica hasta Mozambique, y del sudoeste de Zambia al sureste de Angola.
- Connochaetes taurinus albojubatus (ñu de barba blanca oriental) Población oriental del norte de Tanzania hasta el centro de Kenia.
- Connochaetes taurinus cooksoni (ñu de Cookson) Restringido al valle del río Luangwa, Zambia.
- Connochaetes taurinus johnstoni (ñu de Nyasa) Centro-sur de Tanzania hasta el norte de Mozambique, extinto en Malaui.
- Connochaetes taurinus mearnsi (ñu de barba blanca occidental) Población occidental del norte de Tanzania y sur de Kenia en torno al lago Victoria.

## Galería de imágenes

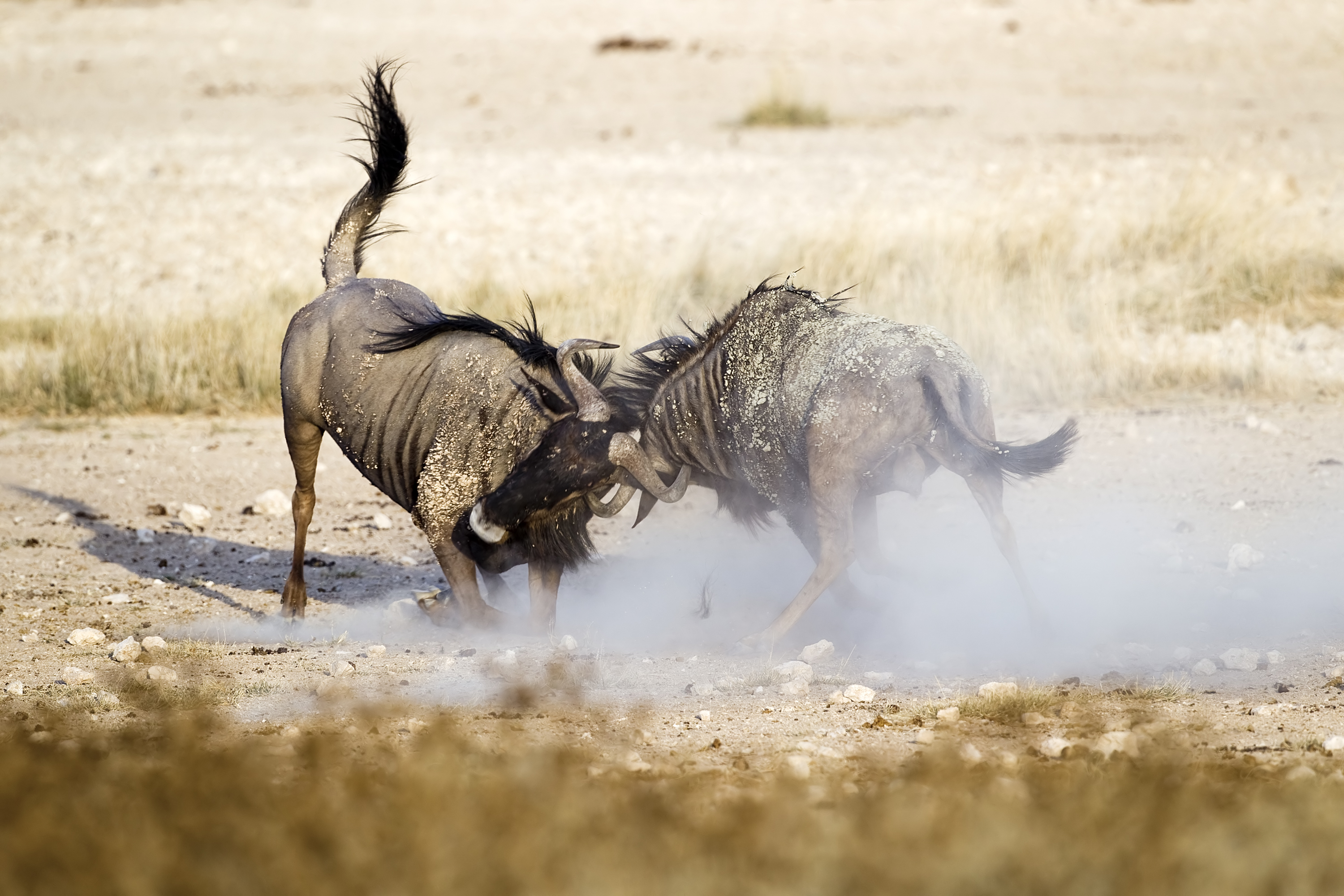
Lucha entre machos.
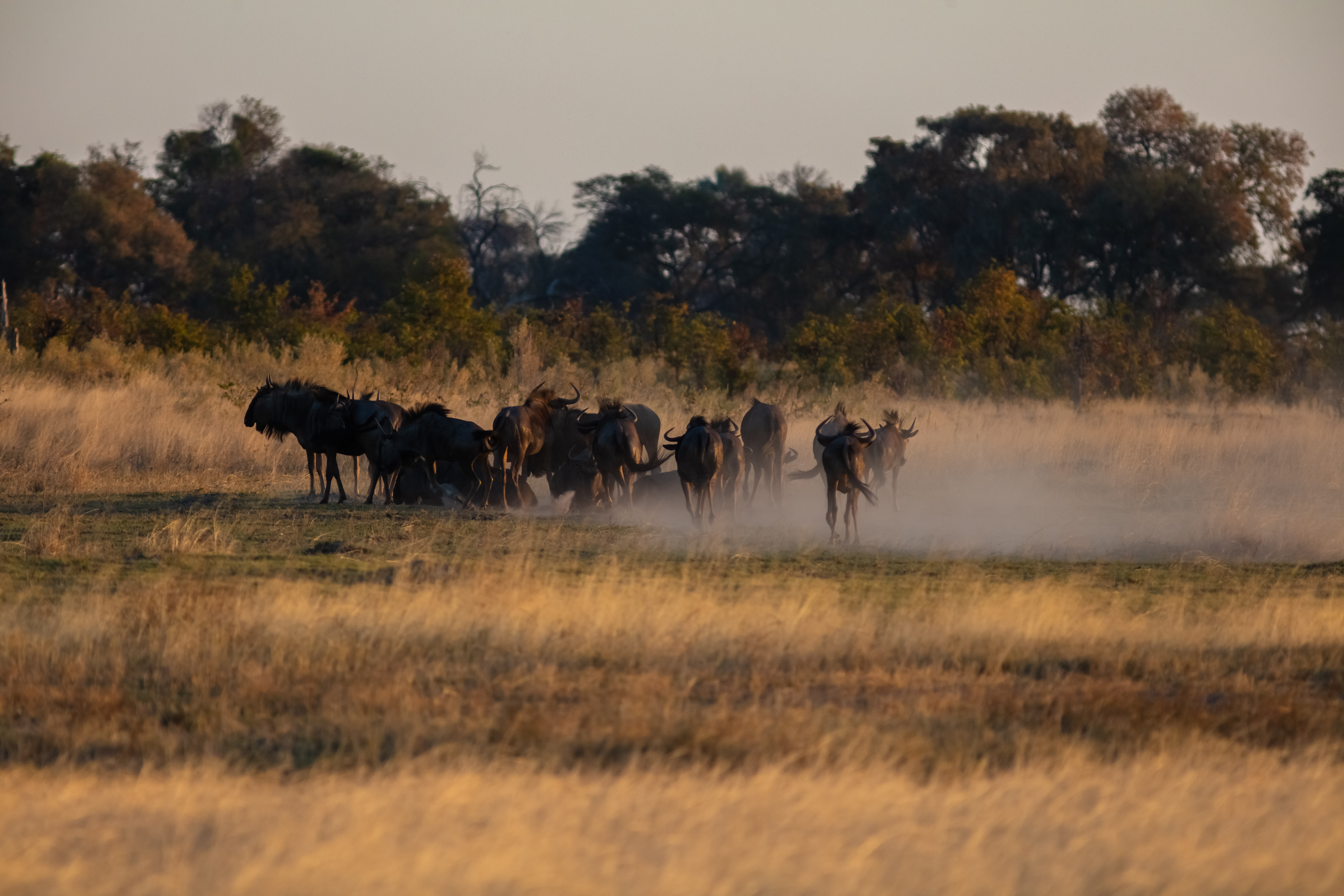
Manada en el delta del Okavango.
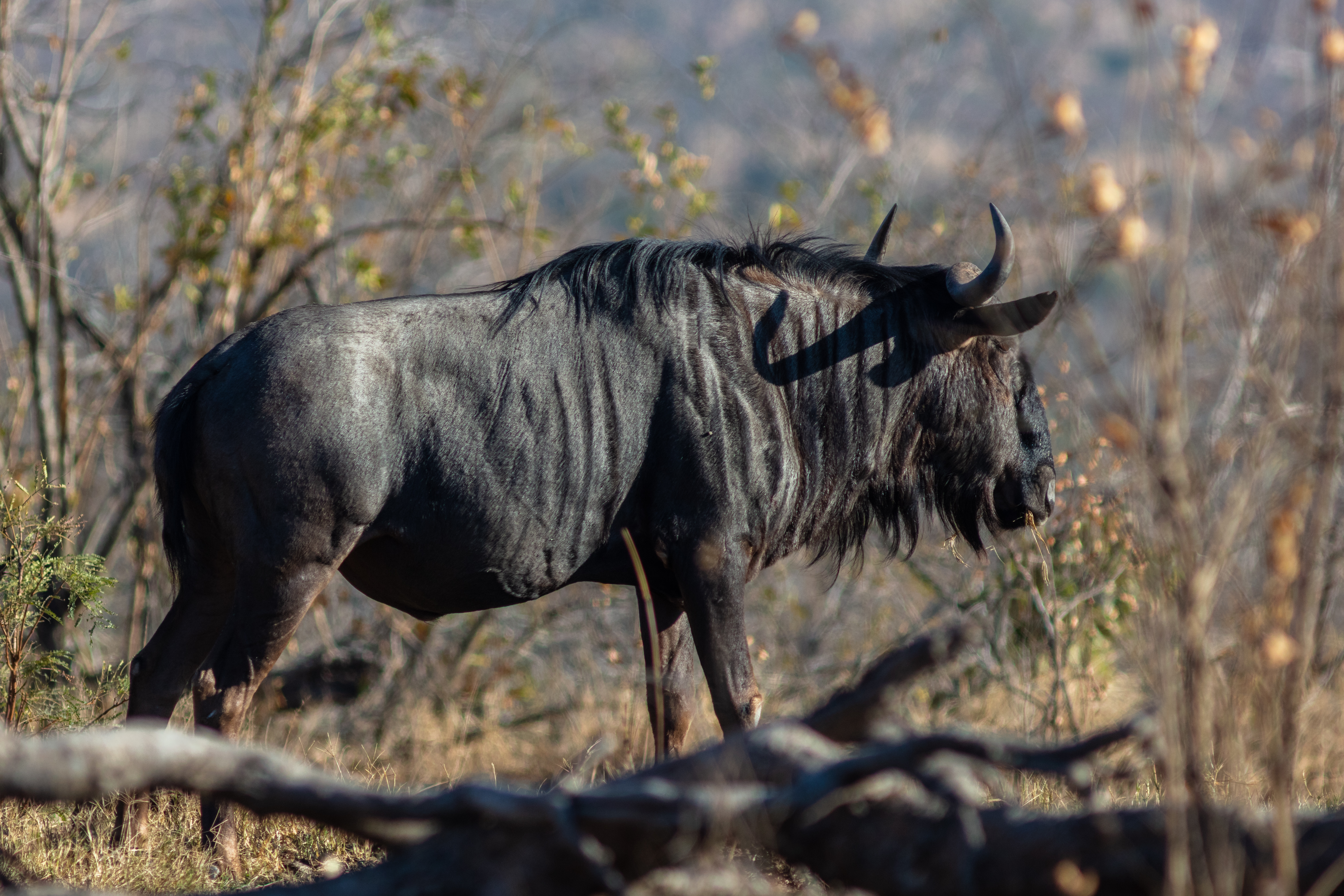
Ejemplar en el parque nacional Kruger, Sudáfrica.
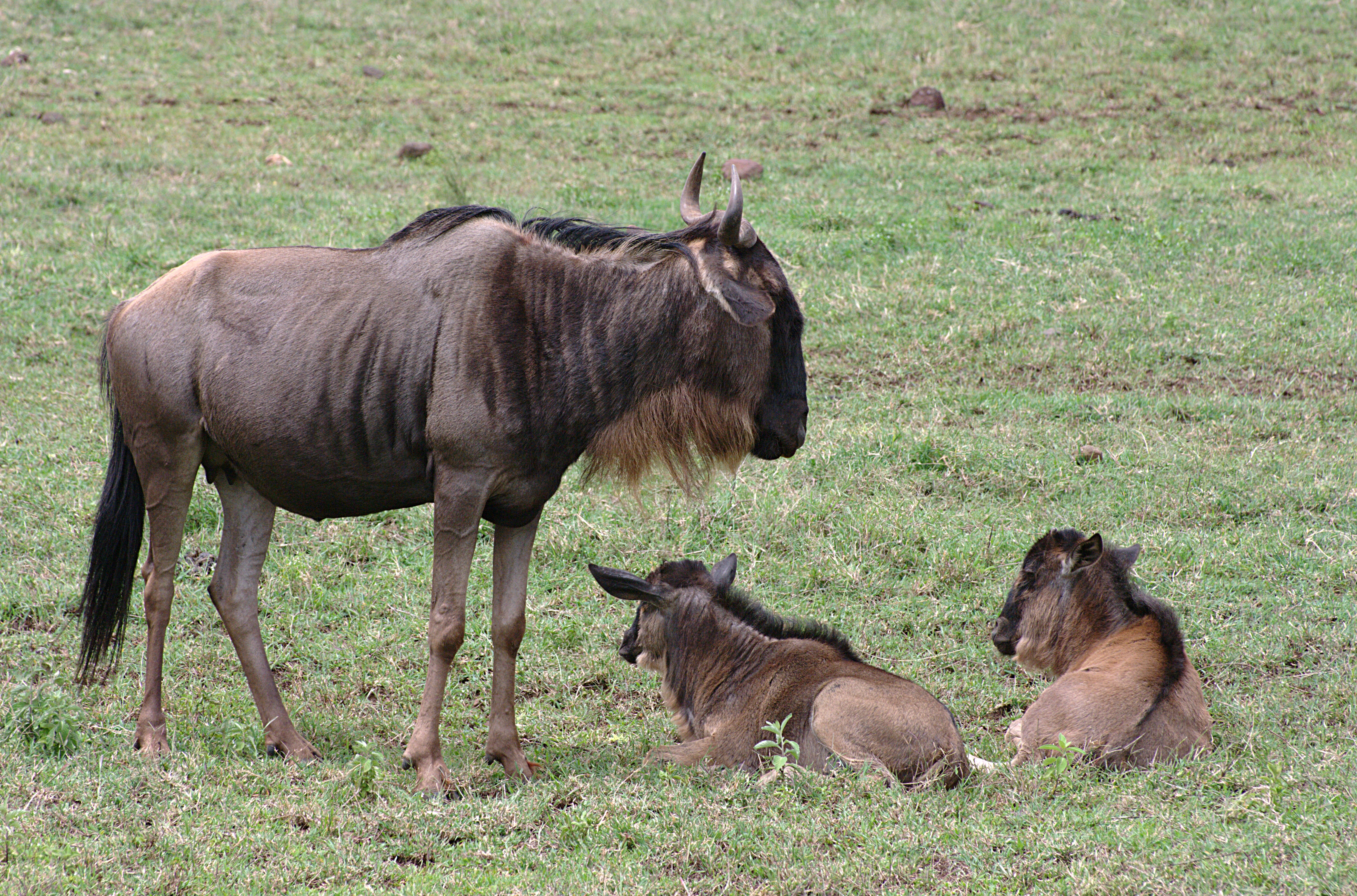
Crias de ñu.